# Bathyraja trachura
Bathyraja trachura is een vissoort uit de familie van de Arhynchobatidae. De wetenschappelijke naam van de soort is voor het eerst geldig gepubliceerd in 1892 door Gilbert.